# Кристускирхе (Майнц)

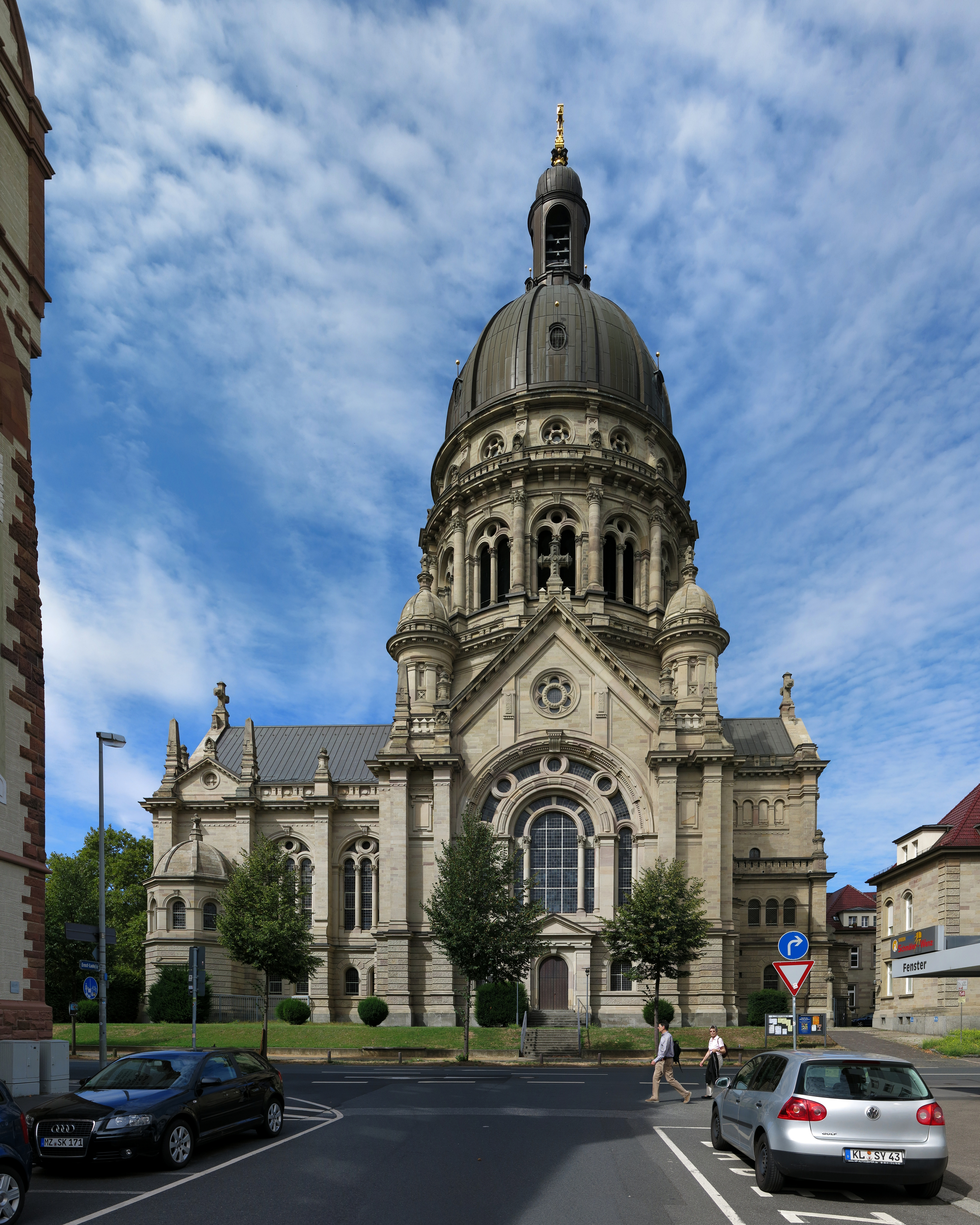
Кристускирхе (Майнц)

Кристускирхе в Майнце — протестантская церковь, построенная между 1896 и 1903 годами по проекту Эдуарда Крейссига. 2 июля 1903 года церковь была освящена. Во время Второй мировой войны после воздушных налетов церковь была разрушена, а с 1952 по 1954 реконструирована.
В католическом Майнце в 1802 году к концу правления курфюрста было всего несколько сотен протестантов. Наполеон Бонапарт первым предоставил им право свободно исповедовать свою религию и расширил их гражданские права. Ранее протестанты имели статус «терпимых» людей, статус, который они разделяли с евреями. К 1900 году более трети населения Майнца были протестантами.
В связи с увеличением протестантской общины, предыдущая церковь стала слишком маленькой. Расширение границ города в районе Нойштадт в последней трети 19-го века дало протестантам Майнца возможность обрести уверенность в себе, построив новое церковное здание. На Кайзерштрассе был построен большой двухполосный бульвар, посреди которого отчетливо видна церковь, спроектированная городским мастером-строителем Эдуардом Крейссигом. Церковь должна была стать представительным противовесом католическому собору Майнца. Мощный 80-метровый купол доминирует над другими церквями и зданиями в центре города. Здание напоминает стиль итальянского неоренессанса.
Помимо богослужений, Кристускирхе также с удовольствием используют любители музыки в Майнце, так как в 1954 года регулярно Дитхард Хеллманн основал в этой церкви хор Баха (нем. Bachchor) и оркестр Баха (нем. Bachorchester). Традиционно в начале семестра здесь проводятся богослужения Майнцского университета имени Иоганна Гутенберга.

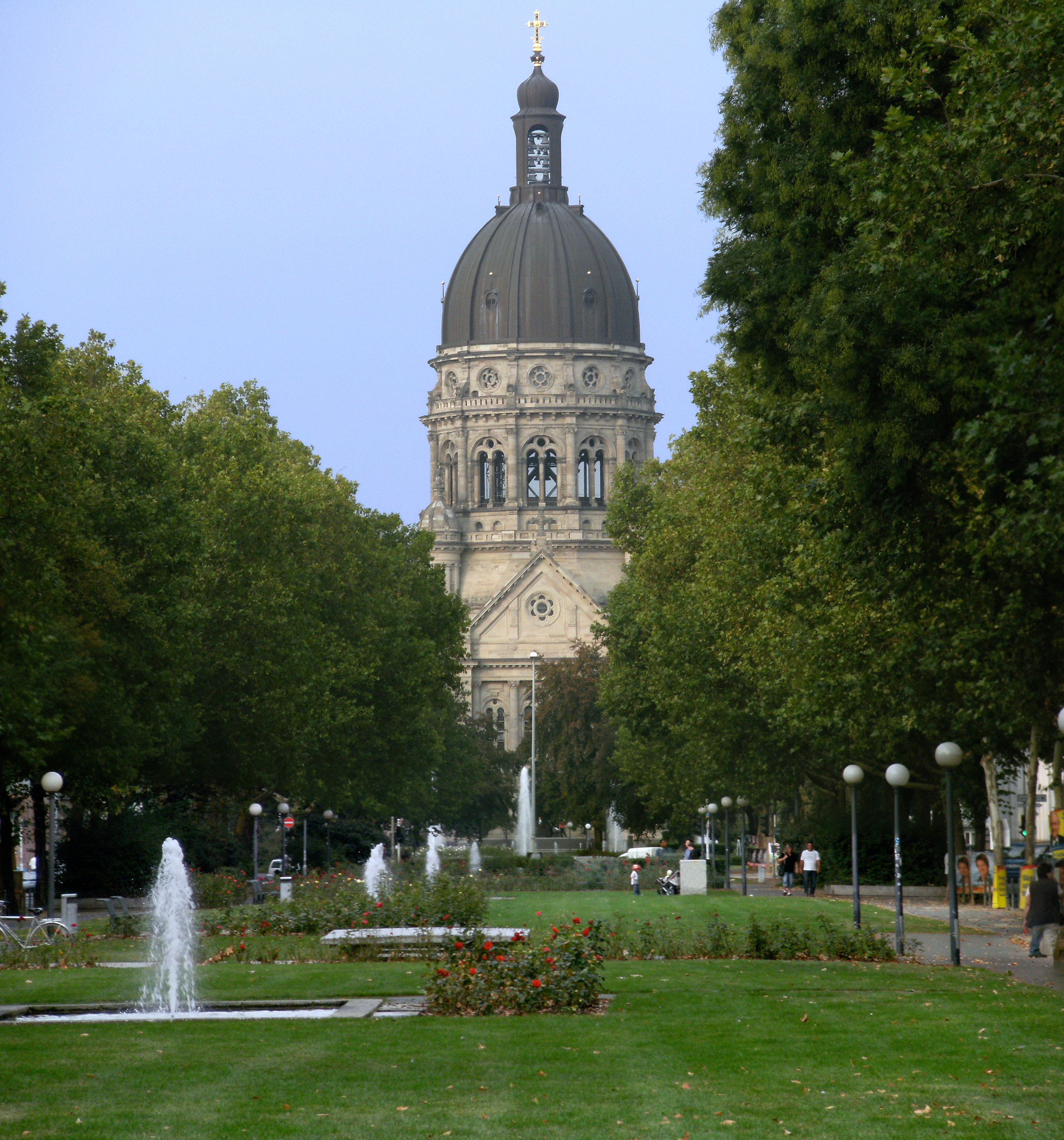
Кайзерштрассе с видом на Кристускирхе
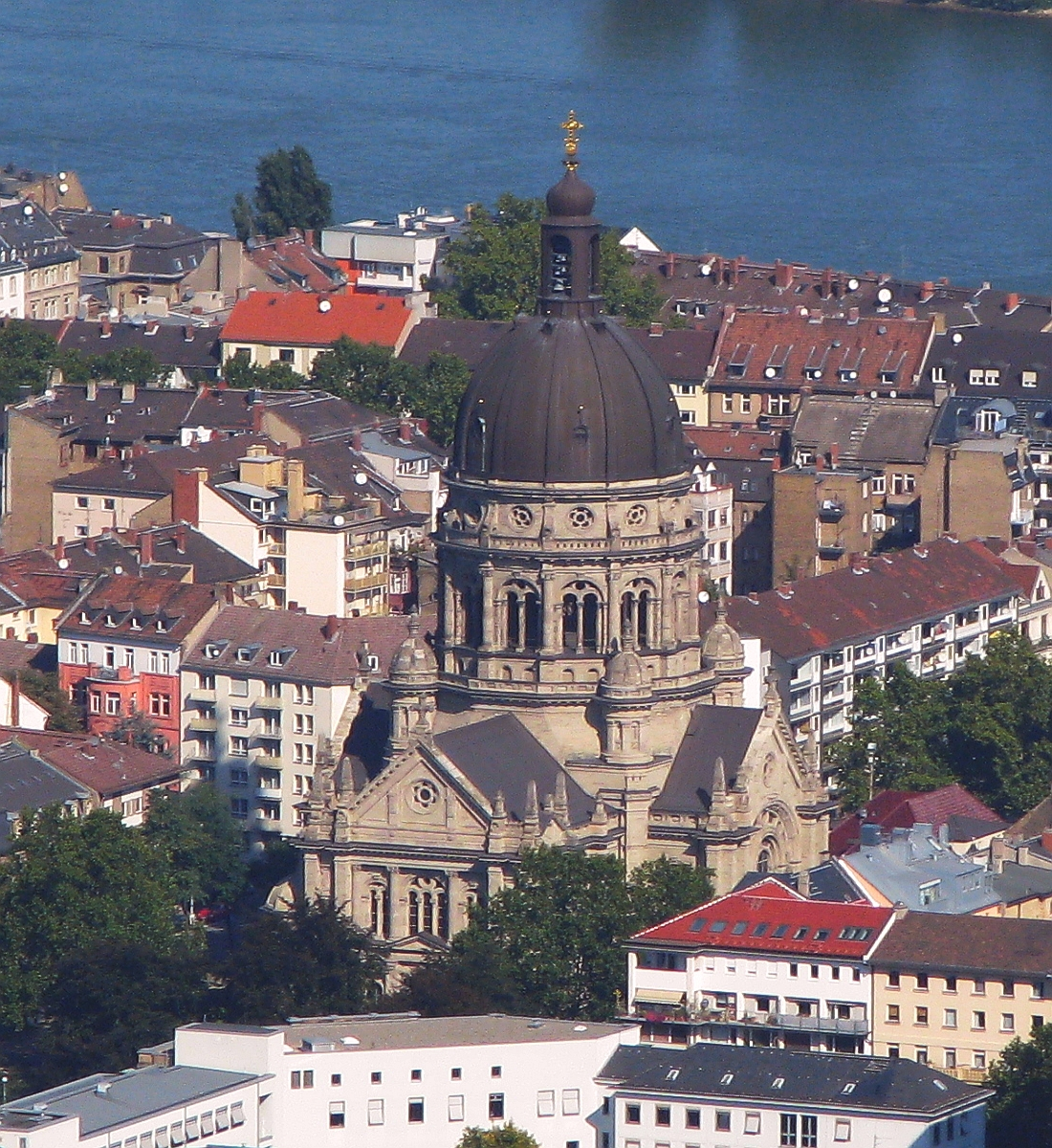
Вид с птичьего полета на Кристускирхе
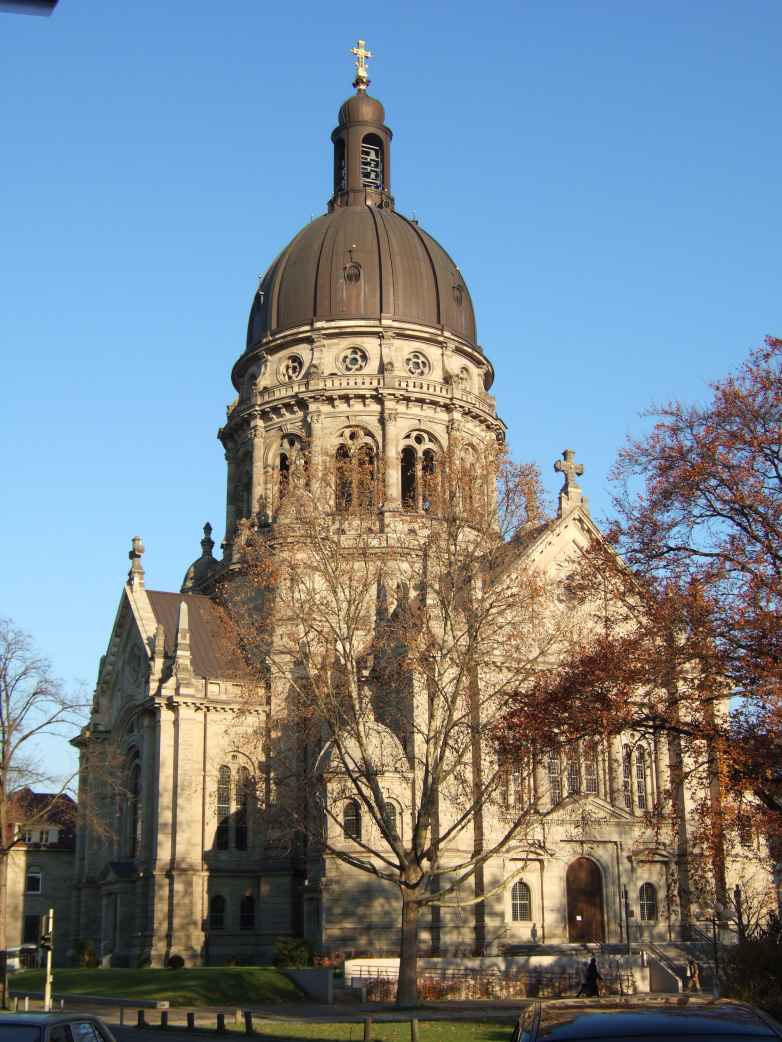
Вид с запада
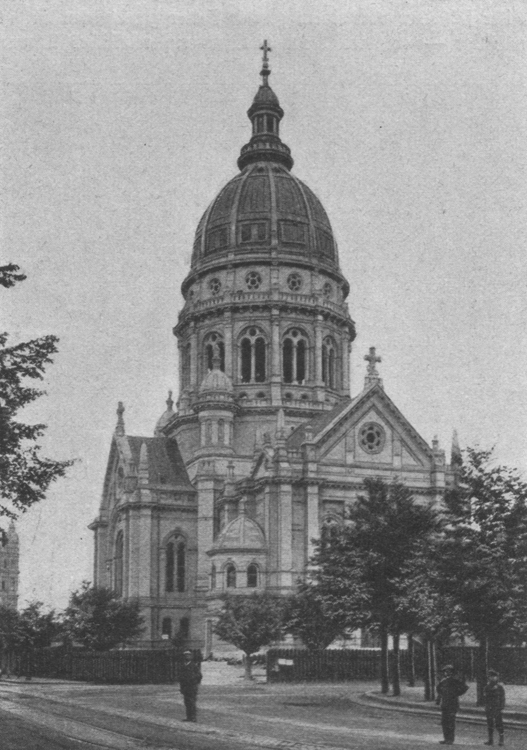
Кристускирхе в июне 1903
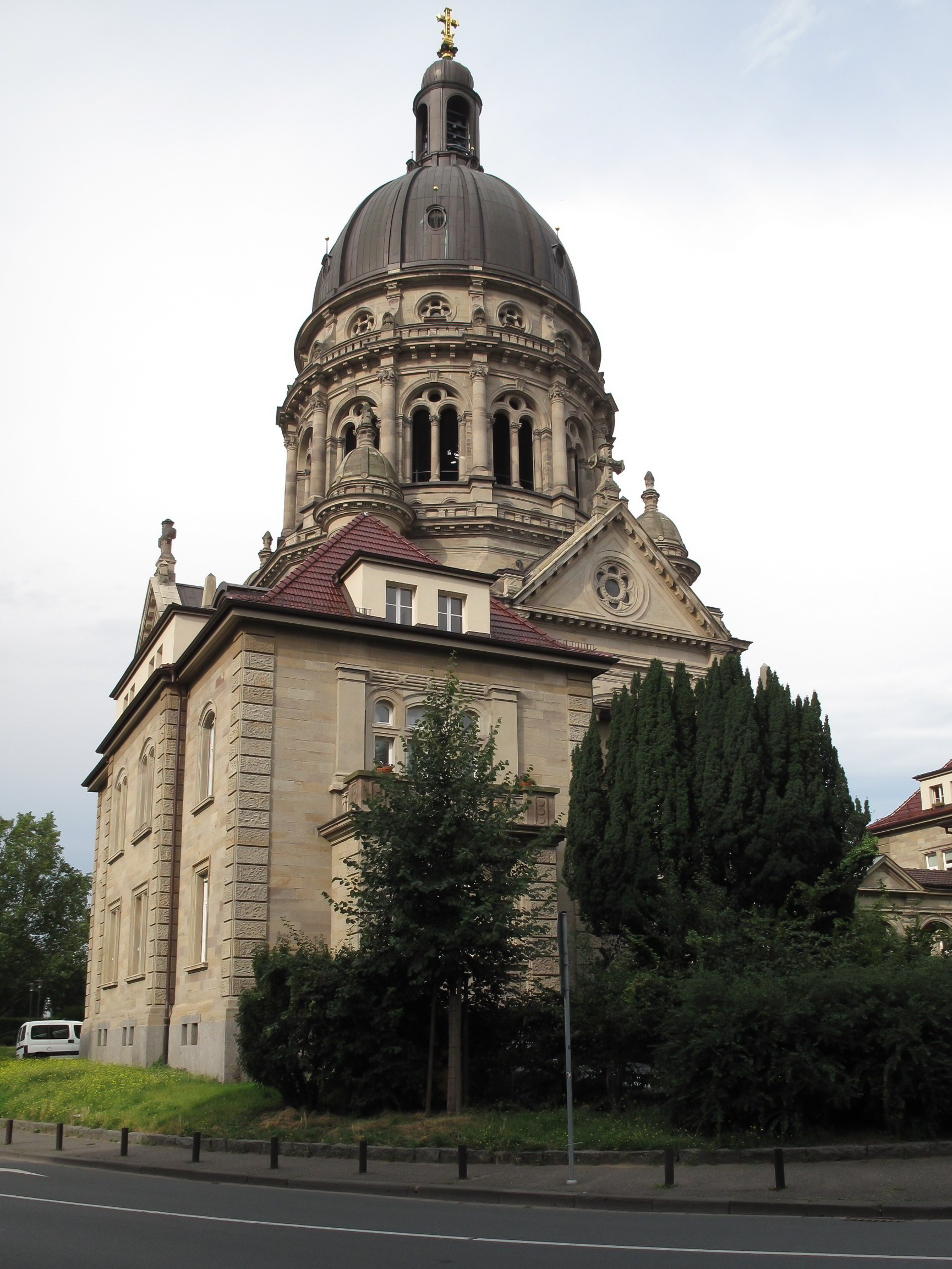
Кристускирхе
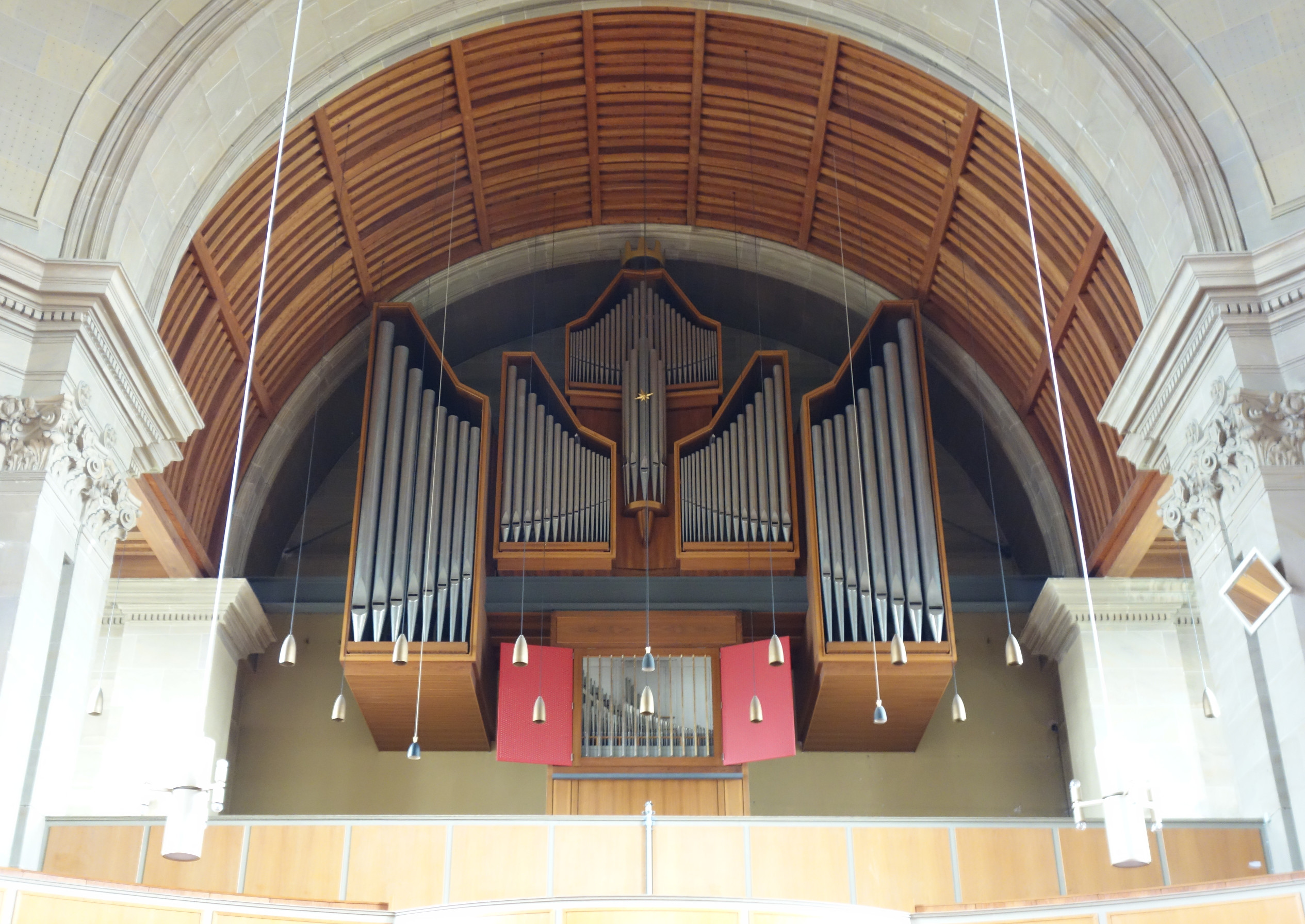
Орган